# Branko Čulina
Branko Čulina (Zadar, 11 oktober 1957) is een Kroatisch-Australisch voetbalcoach en voormalig voetbalspeler.  Hij was van 2009 tot en met 2011 werkzaam als coach van Newcastle United Jets. Bij Rockdale City Suns FC is Čulina sinds 19 oktober 2012 werkzaam als hoofdtrainer. Branko Čulina is de vader Jason Čulina, die als voetballer voor verschillende Nederlandse clubs en het Australisch nationaal elftal speelde.

## Clubcarrière
Čulina verhuisde op tienjarige leeftijd met zijn moeder van het toenmalige Joegoslavië naar Australië, waar ze in de Kroatische gemeenschap in Melbourne gingen wonen. Čulina speelde voor Melbourne Croatia (1974-1980), Sydney Croatia (1980), Blacktown City Demons (1981) en St Albans Saints (1982-1988). Met Melbourne Croatia won hij de Victorian Premier League in 1978 en 1979.

## Trainerscarrière
Nadat Čulina in 1988 zijn loopbaan als voetballer had beëindigd bij St Albans Saints, ging hij bij deze club aan de slag als coach. Later was hij werkzaam bij achtereenvolgens North Geelong Warriors (1990-1992), Melbourne Croatia (1992-1993), Fawkner Blues (1994), opnieuw St Albans Saints (1994), Sydney United (1994-1997), Canberra Cosmos (1997-1998), UTS Olympic (1998-2001) en wederom Sydney United (2001-2003). Winst van de Victorian Premier League in 1992 met North Geelong Warriors en een tweede plaats in de  National Soccer League in 1997 met Sydney United waren zijn beste prestaties. Van 2003 tot 2007 was Čulina werkzaam voor de voetbalbond van New South Wales. In 2007 ging hij aan de slag bij Sydney FC, een club uit de A-League. Eind 2007 werd hij er ontslagen. Van 2009 tot en met 2011 was hij trainer van Newcastle United Jets. Na Newcastle United Jets ging Čulina aan de slag bij de Australisch-Macedonische voetbalclub Rockdale City Suns FC.